# Lucrezia (Respighi)
Lucrezia P 180  est un opéra en 1 acte et 3 tableaux d'Ottorino Respighi sur un livret de Claudio Guastalla, basé sur Ab Urbe condita libri de Tite-Live et sur la pièce de Shakespeare The Rape of Lucrece. Respighi est décédé avant d'avoir terminé la composition, qui a cependant été complétée par la veuve du compositeur, Elsa Respighi, et un de ses élèves, Ennio Porrino. Lucrezia a été créée le 24 février 1937 à la Scala de Milan sous la direction de Gino Marinuzzi, dans une production dirigée par Mario Frigerio avec des décors de Pietro Aschieri. La première a eu un bon accueil. La partition a été publiée par Ricordi à Milan en 1936.
Une des particularités de Lucrezia est la présence de la Voix, un personnage qui chante depuis l'orchestre et décrit ce qui se déroule sur la scène ainsi que les sentiments des autres personnages.

## Rôles
| Rôles           | Voix          | Création, le 24 février 1937 (Chef d'orchestre: Gino Marinuzzi) |
| --------------- | ------------- | --------------------------------------------------------------- |
| La Voix         | mezzo-soprano | Ebe Stignani                                                    |
| Lucrezia        | soprano       | Maria Caniglia                                                  |
| Servia          | mezzo-soprano | Maria Marcucci                                                  |
| Venilia         | soprano       | Renata Villani                                                  |
| Collatino       | ténor         | Pablo Civil                                                     |
| Bruto           | ténor         | Matilde Arbuffo                                                 |
| Sesto Tarquinio | baryton       | Gaetano Viviani                                                 |
| Tito            | baryton       | Leone Paci                                                      |
| Arunte          | baryton       | Eraldo Coda                                                     |
| Spurio Lucrezio | basse         | Bruno Carmassi                                                  |
| Valerio         | basse         | Aristide Baracchi                                               |

## Intrigue
Lieu : Rome
Époque : 509 av. J.-C.
Sesto Tarquinio (fils de Tarquin le Superbe, le dernier roi de Rome), Bruto  et Collatino sont dans la tente de Tarquinio et discutent sur la fidélité de leurs femmes; Bruto semble le plus sceptique. Plus tard, ils décident de retourner à Rome et de vérifier directement la droiture de leurs femmes.
Lucrezia, épouse de Collatino, raconte aux femmes son histoire qui met en valeur l'importance de vivre avec honneur et honnêteté. Pendant la nuit, Tarquinio, qui est épris de Lucrezia, pénètre dans la maison de Collatino et viole Lucrezia.
Le lendemain, Lucrezia, accablée de honte, demande à Collatino de la venger, puis se suicide. Bruto devient l'un des chefs de la rébellion contre Tarquinio et son père. Cela conduit au renversement de la monarchie.

## Instrumentation
| Instrumentation de Lucrezia                                                         |
| Cordes                                                                              |
| premiers violons, seconds violons, altos, violoncelles, contrebasses                |
| Bois                                                                                |
| 1 piccolo 2 flûtes, 2 hautbois, 1 cor anglais, 2 clarinettes en si bémol, 2 bassons |
| Cuivres                                                                             |
| 4 cors en fa, 3 trompettes en si bémol, 2 trombones ténor, 1 trombone basse, 1 tuba |
| Percussions                                                                         |
| grosse caisse, tam-tam, cymbales                                                    |

## Discographie
| 1958: Oliviero De Fabritiis, Orchestre et Chœur de la RAI de Milan, LP Golden Age of Opera EJS 535                                                            | 1958: Oliviero De Fabritiis, Orchestre et Chœur de la RAI de Milan, LP Golden Age of Opera EJS 535        |
| --- | --- |
| La Voix: Miti Truccato Pace Lucrezia: Anna di Cavalieri Servia: Franca Marghinotti Venilia: Adelide Montano Collatino: Walter Brunelli Bruto: Renato Gavarini | Tarquinio: Mario Sereni Arunte: Valerio Meucci Spurio Lucrezio: Fernando Corena Valerio: Giovanni Ciavola |
| 1981: Ettore Gracis, Junge Philarmonie der A.M.O.R, CD Bongiovanni, Cat. GB 2013-2                                                                            | |
| La Voix: Jone Jon Lucrezia: Elizabeth Byrne Collatino: Andreas Iaggi Bruto: Giuseppe Morino                                                                   | Tarquinio: Daniel Washington Arunte: Rado Hanak                                                           |
| 1994: Adriano, Slovak Radio Symphony Orchestra (Bratislava), CD Marco Polo, Cat. 223717                                                                       | |
| La Voix: Stefania Kaluza Lucrezia: Michela Remor Servia: Denisa Slepkovská Venilia: Adriana Kohutkova Collatino: Ludovít Ludha Bruto: Igor Pasek              | Tarquinio: Richard Haan Tito: Ján Durco Arunte: Rado Hanák Spurio Lucrezio: Rado Hanák Valerio: Ján Durco |